# Campionati Internazionali di Sicilia 1993
I Campionati Internazionali di Sicilia 1993 sono stati un torneo di tennis giocato sulla terra rossa. È stata la 14ª edizione dei Campionati Internazionali di Sicilia, che fanno parte della categoria World Series nell'ambito dell'ATP Tour 1993. Si sono giocati a Palermo in Italia, dal 27 settembre al 3 ottobre 1993.

## Campioni

### Singolare
Thomas Muster ha battuto in finale  Sergi Bruguera con il punteggio di 7–6(2), 7–5

### Doppio
Sergio Casal /  Emilio Sánchez hanno battuto in finale  Juan Garat /  Jorge Lozano con il punteggio di 6–3, 6–3